# Rhynchaenus lonicerae
Rhynchaenus lonicerae är en skalbaggsart som först beskrevs av Herbst 1795.  Rhynchaenus lonicerae ingår i släktet Rhynchaenus, och familjen vivlar. Arten har ej påträffats i Sverige.